# Любовь холоднее смерти
«Любовь холоднее смерти» (нем. Liebe ist kälter als der Tod) — первый полнометражный художественный фильм немецкого кинорежиссёра Райнера Вернера Фасбиндера. Картина была создана в 1969 году в течение 24 дней в Мюнхене. Фильм снят в стиле гангстерского кино на чёрно-белую плёнку. С этого фильма началось долгое сотрудничество Фасбиндера с актрисой Ханной Шигуллой.

## Сюжет
Действие начинается в закрытой комнате, где в кресле с завязанными глазами сидит мелкий мюнхенский сутенёр — Франц. Перед ним трое мужчин, двое из них в чёрных очках, а третий в костюме. Последний предлагает Францу работать на Синдикат, учитывая его три судимости за сутенёрство и за изнасилование. Он отказывается от предложения, объясняя это тем, что он работает только на себя. Один из мужчин наносит ему удар оружием по голове. Франц находится в плену, в закрытом помещении, ещё с несколькими людьми. Франц испытывает симпатию к молодому и красивому юноше по имени Бруно. Когда Франца отпускают, он даёт Бруно свой адрес, чтобы тот потом смог отыскать его. Однако Бруно работает на Синдикат. Его специально вводят в доверие к Францу, чтобы в дальнейшем поймать того на преступлениях и заставить работать на Синдикат.
Бруно направляется в Мюнхен на поезде. В купе с ним едет соблазнительная девушка, которая обнажает свои плечи. Он задаёт ей вопрос, — «О чём вы думаете, о сексе?», она отвечает, — «О революции». Он следит за ней холодным взглядом и внезапно рассказывает ей, как в 12 лет убил своего отца, а в 16 стал главарём банды. По его словам, они с друзьями также убили случайного парня в драке.
Бруно приезжает по адресу, но не находит там Франца. Женщина, живущая в квартире, советует ему найти девушку Йоханну, работающую на Франца, и через неё найти Франца. Бруну удаётся найти Йоханну, она приводит его к Францу. Франц скрывается от брата одного убитого сутенёра-турка. Это он убил его и теперь брат убитого намерен отомстить убийце. Франц, Бруно и Йоханна нечестным образом приобретают оружие и тёмные очки. Они убивают турка в кафе и свидетеля убийства — официантку. За городом Бруно застреливает полицейского, требующего у них документы. Полиция подозревает Франца в двух убийствах и устраивает допрос. Не найдя никаких доказательств, они отпускают Франца на свободу.
Франц и Бруну решают ограбить банк, после чего намерены разойтись на два месяца, разделив куш. Они хладнокровно убивают случайного клиента Йоханны, который заходит в квартиру. Избавившись от тела, Бруно встречается с человеком из Синдиката. Ему дают указание избавиться от Йоханны во время налёта на банк. Боясь безжалостного убийцу Бруно и волнуясь за Франца, Йоханна рассказывает полиции про план налёта. В день ограбления перед входом у банка, полиция встаёт на пути у Бруно, тот желает открыть огонь из автомата, но его подстреливают. Франц и Йоханна убегают от полиции на машине с раненным Бруно. По дороге он умирает — они выбрасывают тело из машины. Йоханна признаётся, что это она вызвала полицию. После долгого молчания Франц произносит лишь одну фразу, — «Шлюха!».

## История создания
Съёмки фильма проходили в апреле 1969 года в городе Мюнхен и продлились 24 дня. Долгий ночной проезд на улице Ландсбергер штрассе был снят Жан-Мари Штраубом. Это не использованная сцена из фильма «Жених, комедиантка и сутенёр» (1968). Декорации во всех сценах были слишком скромные. Комнаты без мебели, с белыми стенами, с одним столом и стулом, мучительно длинные сцены типичны для этой гангстерской картины. Райнер Вернер Фасбиндер и Улли Ломмель, исполнитель главной роли, выступили также художниками-постановщиками картины. Несколько актёров тоже приняли участие в создании фильма. Например, Катрин Шааке, сыгравшая девушку в купе, участвовала в написании сценария, а также выступила в роли редактора. Композитор Пер Рабен назван во вступительных титрах также как актёр, с его настоящим именем (Вильгельм Рабенбауэр).
Рабен в своём интервью с Джулианой Лоренц рассказал о процессе создания музыки для фильма: «Мы говорили о музыке ещё до того, как сценарий был написан. Поскольку тогда Фасбиндер мог уже точно сказать какая у фильма должна быть стилистика, музыка должна была её поддерживать. Можно было уже создавать идеи для музыки. Фасбиндер дал ключевые слова: комнаты, где будет снят фильм должны выглядеть очень холодно и слишком ярко. Свет должен затмевать всё остальное, так, что все персонажи действующие в сценах исчезают, потому что они вытесняются светом, который проходит через окна. Я мог бы сделать с этим что-то сразу. Делал ли Фасбиндер какие либо предложения? Я часто делал эскизы, чтобы он мог что-то представить. К счастью, он много знал о музыке».
Оператор фильма Дитрих Ломанн рассказал в том же интервью, что они с Фасбиндером много говорили об эстетики кино. В то время Французская новая волна была очень популярна, так называемые нуарные фильмы, чёрно-белые и очень атмосферные. И в начале карьеры по словам Ломанна они очень пытались этому подражать, в фильмах: «Любовь холоднее смерти», «Боги чумы», «Американский солдат». Он говорит, что отчасти это сработало довольно хорошо.
В этой картине принимали участие те актёры, с которыми Фасбиндер работал в так называемом «Антитеатре». Эту труппу он организовал вместе с Пером Рабеном, Куртом Раабом и Ирм Херманн, после того как их мюнхенская труппа «Театра действия» была закрыта в 1968 году. Актриса Ирм Херманн играла и в двух предыдущих короткометражных фильмах Фасбиндера:
«Городской бродяга» (1966) и «Маленький хаос» (1966). Но именно тех, с кем в дальнейшем режиссёр будет сотрудничать на протяжении всей своей карьеры, можно впервые увидеть в «Любовь холоднее смерти». Это Ханна Шигулла, Ингрид Кавен, Улли Ломмель, Курт Рааб, Ганс Хиршмюллер, а также Катрин Шааке, Ханнес Громбалль и Рудольф Вальдемар Брем. Многолетнее сотрудничество с композитором Пером Рабеном и оператором Дитрихом Ломанном тоже начинается именно с этой кинокартины.
В интервью Ингерборгу Веберу из газеты Stuttgarter Zeitung Фасбиндер поделился своими взглядами на счёт фильма:

Без любви не было бы и насилия. Насилие возникает из за злаупотребления любовью, любовь, которая всегда требует владения, такая любовь, она холоднее смерти. Разве нет? Как вы говорите, настоящих чувств? Мой фильм — это фильм против чувств. Потому что я считаю, что все чувства оскорбительны и действительно злоупотребительны. Кто-то, такой как Бруно, совершающий приказы политического синдиката, неизбежно терпит неудачу в чувствах других. Не могли бы вы также обобщить эту гипотезу? Да. Любой, кто пытается заниматься политикой, как всегда, потерпит неудачу. Если вы хотите что-то изменить, этого недостаточно для развития сознания. В первую очередь, вы должны предотвратить эксплуатацию чувств в личной сфере.

Премьера фильма состоялась на 19-м Берлинском международном кинофестивале 25 июня 1969 года. Публика приняла картину очень негативно, фильм был даже освистан. Критик Майкл Кореский верно выразился о том, что наверняка зрители тогда ещё не подозревали, что это дебютная работа будущего крупнейшего представителя немецкого кино.

## В ролях
- Райнер Вернер Фасбиндер — Франц Уолш
- Улли Ломмель — Бруно
- Ханна Шигулла — Йоханна
- Курт Рааб — мужчина в универмаге
- Ирм Херман — продавщица в универмаге
- Катрин Шааке — девушка в поезде
- Ингрид Кавен — проститутка
- Гизела Отто — проститутка
- Урсула Штрёц — проститутка
- Моника Нюхтерн — официантка у турка

## Критика
Премьера фильма была на Берлинале, реакция была такая — его жутко осудили и назвали дилетантизмом, хламом и оскорблением. Там была такая людская агрессия, которая была действительно невероятной. Потому что фильм настолько другой, что он тебя раздражает.
Энциклопедия международных фильмов оставила о фильме следующий отзыв:

Сделанный в жанре американских фильмов, стилистически основанный на Штрауба, это всё же чрезвычайно своеобразный фильм первого периода Фасбиндера. Клинически яркие изображения, демонстративно обнажённые фоны, провокационно затягивающиеся сцены. Мюнхенская низшая среда напоминает искусственное экспериментальное поле, в котором персонажи мрачно изолированы. Его стоит посмотреть как кинематографический документ».

Австрийский писатель и драматург Петер Хандке отозвался о картине так: «Режиссёр решил снять тоскливый фильм, в другой раз он наверняка захочет снять смешной фильм. Вот и все: его тоска была преднамеренной. А также средства для иллюстрации этой тоски были не пригодны: и цитирование персонажей из других фильмов (Ален Делон из чрезвычайно переоценённого „Самурая“), а также расположение картинок друг в друге: фигуры, которые медленно проходят с профилем к зрителю на экране, проходят сквозь обнажённую стену, сквозь кадр и снова исчезают из кадра, глядя в камеру и на те же обнажённые стены. Манерная геометрия людей — это придаёт фильму ложный ничейный характер, обнажённые стены, медлительность и мечтательность фигур, на которые, похоже, влияла камера, напоминало аранжировки в экзистенциалистских научно-фантастических фильмах».
Йоахим фон Менгершаузен из «Южногерманской газеты» считает, что «Любовь холоднее смерти» является наиболее радикальным и самым снисходительным из дебютов киноиндустрии. И в то же время он пишет, что фильм словно наполнившись тайной тоской по своим возможностям, связан с этой киноиндустрией и почти зациклен на ней. Франц и Бруно по его мнению не являются потомками великого одинокого гангстера американского кино, а они бедняги, которые могут выразить себя только кулаком или револьвером, а Йоханна, не роковая девушка, а униженное, измученное существо, которое продаёт своё тело, чтобы потом купить себе состояние в среднем классе. Критик вспоминает слова самого режиссёра, что все эти трое «бедные люди», которые не могут ничего с собой поделать, не имеют возможности, никогда даже и не имели возможности чему-то научиться.
Кинокритик Бирте Людекинг подвёрг анализу весь сексуальный подтекст в фильме. Он считает, что уже в своём первом фильме Фасбиндер демонстрирует буржуазные ритуалы и проявляет недоверие к классическим отношениям в паре, показывая секс как товар, а любовь как инструмент власти. Людекинг описал одну из сцен, где все трое главных героя сидят за столом, после того, как Бруно занялся сексом с Йоханной. По его мнению это намёк на маленькую семью с фиксированным распределением ролей, для свободного мышления в обществе. Йоханна с обнажённой грудью что-то шьёт, она одновременно как — мать, домохозяйка и «шлюха», Бруно это «папа», который чистит свой пулемёт, и «ребёнок» Франц, играющий на столе с каким-то предметом. Людекинг также описывает в своей рецензии сцену после секса, когда два героя блуждают по супермаркету. После того, как Йоханна преподносит себя Бруно как товар, лежащий обнажённым и с пустым выражением лица рядом с ним на кровати, в то время, как её партнёр находится в тюрьме, два мошенника бродят в супермаркете среди отделов моющих и чистящих средств и воруют кое-что. Критик отмечает, что судя по их мимике и жестам, это кажется более забавным, чем секс до этого.
Кинорежиссёр и писатель Майкл Кореский описал роль картины следующим образом: «Другие режиссёры-новички, возможно, были обескуражены реакцией от фильма „Любовь холоднее смерти“, на его премьере на Берлинском кинофестивале в июне 1969 года. Но Фасбиндер на сцене, несмотря на насмешки аудитории, раздражённой далёкой, липкой эстетикой его фильма, сжал руки и потряс их над головой в знак победы. И он погрузился в свой следующий фильм — экранизацию своей пьесы „Катцельмахер“ 1968 года, с такой жадностью, которая задаст темп всей его карьеры. Хотя и та берлинская публика не знала об этом, но родилась важная звезда Нового немецкого кино».

## Посвящения и отсылки
В начальных титрах фильма на экране появляются имена людей, которым режиссёр посвятил свою картину: Клоду Шбролю, Эрику Ромеру, Жан-Мари Штраубу и «Чунчу и Малышу».
Чунчу и Малыш это два главных героя из вестерна «Золотая пуля» (1969) итальянского режиссёра Дамиано Дамиани. Роли исполняли Джан Мария Волонте и Лу Кастель. У Фасбиндера есть сцена, где Франц даёт пощёчину Йоханне за то, что она рассмеялась над Бруно, а Бруно, по его словам, его друг. Это явная отсылка к «Золотой пуле», где есть похожая сцена. По словам самого Фасбиндера, он и Улли Ломмель решили создать «Любовь холоднее смерти», когда зимой посмотрели этот вестерн.
Позже Фасбиндер поделился с публикой, почему он решил посвятить фильм именно этим людям: «Шаброль, как и я, стремится к социальным изменениям, начиная с самых низов, анализируя чувства, у Штрауба я узнал, как стилистически развивать фильм, и Штрауб перенял у меня теории. Фильм Ромера — „Знак льва“ (1959), меня особенно впечатлил».
В 1968 году Фасбиндер вместе с Ханной Шигуллой, Ирм Херманн, Пером Рабеном и Рудольфом Вальдемаром Бремом снялся в фильме Жан-Мари Штрауба — «Жених, комедиантка и сутенёр». Отсылка на Штрауба есть в сцене, где Бруно встречает человека из Синдиката, последний сообщает, что пришло указание от человека по фамилии Штрауб. До своего первого фильма Фасбиндер мог видеть только три фильма сделанных Штраубом: «Махорка-Муфф» по Генриху Бёллю, «Непримирившиеся, или Где правит насилие, помогает только насилие» и «Хроника Анны Магдалены Бах».
Фильм «Знак льва» Эрика Ромера, которым был вдохновлён Фасбиндер, был ярким и одним из самых значимых примеров Французской новой волны. Эта картина рассказывает о приезжем и никем не признанном скрипаче, который еле-еле сводит концы с концами. Несмотря на счастливый финал, безмятежный оптимизм, фильм демонстрирует прохладный аналитический социальный упадок. До своего дебюта Фасбиндер видел ещё три фильма Ромера: «Булочница из Монсо» (1963), «Карьера Сюзанны» (1963) и «Коллекционерка» (1967).
В сцене в универмаге, герой Фасбиндера спрашивает у продавщицы про очки. Он желает найти такие же круглые очки, какие были у полицейского в фильме Альфреда Хичкока — «Психо» (1960). По словам Фасбиндера в одном из интервью, если есть желание снимать такие же «сумасшедшие» фильмы как Хичкок, то нужно овладеть его ремеслом, а у него самого была потребность в техническом совершенстве.
В «Любовь холоднее смерти» Фасбиндер выступал также в качестве редактора фильма, но в титрах он указал для себя вымышленный псевдоним — «Франц Уолш». Его героя тоже зовут Франц, а в сцене, где он находиться в руках Синдиката, работники организации выясняют его фамилию — Уолш. Этот псевдоним он использовал и в двух предыдущих своих работах, в короткометражных фильмах: «Городской бродяга» (1966) и «Маленький хаос» (1966) (режиссёр и автор сценария — Франц Уолш). В своём следующем фильме — «Боги чумы», он снова назвал главного героя Францем Уолшем. Данное имя возникло у него с ассоциацией с Францем Биберкопфом из романа Альфреда Дёблина — «Берлин, Александерплац». В 1980 году Фасбиндер также выпустит телесериал «Берлин, Александерплац». А фамилия Уолш была взята у американского режиссёра — Рауля Уолша.

## Награды и номинации
- Номинация на премию «Золотой медведь» на 19-м Берлинском международном кинофестивале (Райнер Вернер Фасбиндер)[22].
- Награда Deutscher Filmpreis в номинации лучший оператор (Дитрих Ломанн), а также награда за лучший ансамбль фильмов («Любовь холоднее смерти», «Катцельмахер» и «Боги чумы»)[23].